# Szamossályi
Szamossályi est un village de Hongrie, situé dans le département de Szabolcs-Szatmár-Bereg, à l'extrême est du pays, dans la région de la Grande Plaine occidentale. Le village tire son nom de la rivière Szamos qui y coule.
La première mention du village date de 1181.
Szamossályi dépend de la ville de Fehérgyarmat.
Szamossályi est situé à 12 km de Csenger, 17,5 de Fehérgyarmat et 28 de Mátészalka.
Le village a une superficie de 11,57 km2 et comptait, au 1er janvier 2008, 693 habitants (contre, 713 en 2007 et 766 en 2001). Son code postal est 4735.
Le temple calviniste de Szamossályi a été construit en 1865.